# 茚烷
茚烷（或称为八氢茚，Octahydroindene，六氢茚满，hexahydroindane）是一种双环有机化合物，化学式C9H16。